# Matthew Fox
Matthew Fox (Abington Township, Pennsylvania, 1966. július 14.–) amerikai színész. 
Leginkább televíziós sorozatokból ismert. Első jelentősebb tévés szerepe Charlie Salinger volt az Ötösfogat című sorozatban (1994-2000). Nagyobb ismertségre a Lost – Eltűntek című misztikus sorozatban tett szert, Jack Shephard megformálásával, 2004 és 2010 között. Alakításáért Golden Globe- és Primetime Emmy-díjra jelölték, több Szaturnusz-díjat megnyert, illetve a sorozat többi szereplőjével közösen egy Screen Actors Guild-díjat is kapott.
A sorozatok mellett több mozifilmben is játszott, köztük a Nyolc tanú (2008) című akciófilmben, A háború császára (2012) című történelmi drámában és a Csontok és skalpok (2015) című horrorfilmben.

## Élete
Matthew Fox 1966. július 14-én született Abingtonban, Loretta és Francis Fox középső fiaként. Két testvére van. Később a szüleivel Wyomingba költöztek, ahol egy farmon lovakat és szarvasmarhákat tenyésztettek, mellette árpát termesztettek sörkészítéshez. A Wind River középiskolába járt. Később futball ösztöndíjat kapott a Columbia Egyetemen és itt szerezte meg közgazdaságtan diplomáját is. Itt ismerte meg későbbi feleségét, az olasz származású modellt, Margherita Ronchi-t.
Karrierje modellként indult. Egy barátnője anyja modellügynökségnél dolgozott, ő javasolta Matthew-nak, hogy kezdjem modellkedni. Fox több reklámfilmben is szerepelt. Ezután fordult a színészet felé, New Yorkba ment, hogy színészetet tanuljon.
Matthew 1992-ben feleségül vette Margherita Ronchi-t, két gyerekük született: Kyle Allison (1998) és Byron Francis (2001).
A fiatal színész első televíziós szerepét az NBC Wings című sorozatában kapta 1992-ben, és még ugyanebben az évben szerepelt a CBS sorozatában, a Freshman Dorm-ban, ahol Danny Foley szerepét osztották rá. Kisebb sorozatbeli- és filmes szerepek után az áttörést a Party of five - Ötösfogat című sorozat jelentette Matthew számára. A sorozat 5 testvérről szól, akik egy autóbalesetben elveszítik szüleiket, Fox játssza a legidősebb testvért.
Az Ötösfogat sikeresnek bizonyult, Fox pedig számos magazin címlapján és poszteren szerepelt. A People Magazin beválasztotta a világ 50 legszebb embere közé 1996-ban. Mindeközben egy filmben is feltűnt Donald Sutherland oldalán ez volt a Behind the Mask 1999-ben.
Az Ötösfogat 6 évet ért meg, a szériát 2000-ben fejezték be. Ezután Fox más lehetőség után nézett, Frank Taylor bőrébe bújt a Haunted című sorozatban, ám ez rövid életűnek bizonyult, mindössze 1 évadot ért meg.
Nem sokkal később Fox részt vett az ABC újonnan induló sorozatának, a Lost szereplőválogatásán, ahol eredetileg Sawyer szerepét szerette volna megkapni, J.J. Abrams azonban Dr. Jack Shephard szerepét osztotta rá. Családjával a forgatás helyszínére költöztek, Oahu szigetére.
A sorozat sikeresnek bizonyult, a mai napig forgatják, számos szakmai elismerést kapott az évek során, úgy mint az Emmy- és Golden Golbe-díj.
A siker ellenére Fox nem ragadt le a Lostnál, 2008-ban 2 filmet is forgatott, melyeket nálunk is bemutattak.

## Filmográfia

### Film
| Év   | Magyar cím                | Eredeti cím                           | Szerep                  | Magyar hang      |
| ---- | ------------------------- | ------------------------------------- | ----------------------- | ---------------- |
| 1993 | Barátom a halálom         | My Boyfriend's Back                   | Buck Van Patten         | Zalán János      |
| 2003 |                           | A Token for Your Thoughts (rövidfilm) | rocksztár               |                  |
| 2003 | Füstölgő ászok            | Smokin' Aces                          | Bill, biztonsági őr     | Holl Nándor      |
| 2006 | Több, mint sport          | We Are Marshall                       | Red Dawson              | Debreczeny Csaba |
| 2008 | Nyolc tanú                | Vantage Point                         | Kent Taylor             | Széles László    |
| 2008 | Speed Racer – Totál turbó | Speed Racer                           | Racer X                 | Fekete Ernő      |
| 2012 | Alex Cross                | Alex Cross                            | Picasso                 | Széles László    |
| 2012 | A háború császára         | Emperor                               | Bonner Fellers tábornok | Epres Attila     |
| 2013 | Z világháború             | World War                             | katona a helikopteren   |                  |
| 2015 | A kihalás szélén          | Extinction                            | Patrick                 | Debreczeny Csaba |
| 2015 | Csontok és skalpok        | Bone Tomahawk                         | John Brooder            | Debreczeny Csaba |

### Televízió
| Év        | Magyar cím          | Eredeti cím             | Szerep                | Megjegyzések                                        |
| --------- | ------------------- | ----------------------- | --------------------- | --------------------------------------------------- |
| 1992      |                     | Wings                   | Ty Warner             | 1 epizód                                            |
| 1992      |                     | Freshman Dorm           | Danny Foley           | 5 epizód                                            |
| 1993      |                     | CBS Schoolbreak Special | Charlie Deevers       | 1 epizód                                            |
| 1994–2000 | Ötösfogat           | Party of Five           | Charlie Salinger      | 142 epizód rendező (1 epizód)                       |
| 1995      | Mad TV              | MADtv                   | Charlie Salinger      | 1 epizód                                            |
| 1999      | Álarcok             | Behind the Mask         | James Jones           | tévéfilm                                            |
| 2002      | Hetedik érzék       | Haunted                 | Frank Taylor          | 12 epizód                                           |
| 2004–2010 | Lost – Eltűntek     | Lost                    | Jack Shephard         | főszereplő (113 epizód) magyar hangja Széles László |
| 2006      | Saturday Night Live | Saturday Night Live     | önmaga (házigazda)    | 1 epizód                                            |
| 2007–2008 |                     | Lost: Missing Pieces    | Jack Shephard         | minisorozat (5 epizód)                              |
| 2022      | Utolsó fény         | Last Light              | Andy Yeats            | 5 epizód                                            |
| 2023      |                     | C*A*U*G*H*T             | Pete Mitchell hadnagy | 6 epizód                                            |

## Fontosabb díjak és jelölések
Academy of Science Fiction, Fantasy & Horror Films
- 2008 jelölés Lost, legjobb televíziós színész
- 2006 díj Lost, legjobb televíziós színész
- 2005 jelölés Lost, legjobb televíziós színész

Golden Globe-díj
- 2006 jelölés Lost, legjobb alakítás egy televíziós sorozatban

National Television Awards
- 2006 jelölés Lost, legnépszerűbb színész

People's Choice Awards
- 2006 jelölés, kedvenc televíziós színész

Prism Awards
- 2008 jelölés Lost, legjobb alakítás egy televíziós sorozat epizódjában

Satellite Awards
- 2005 díj Lost, legjobb színész dráma tv-sorozatban

Screen Actors Guild Awards
- 2006 díj Lost, Outstanding Performance by an Ensemble in a Drama Series

Teen Choice Awards
- 2007 díj Lost, legjobb televíziós színész - dráma
- 2006 díj Lost, legjobb televíziós színész - dráma
- 2005 díj Lost, legjobb televíziós színész - dráma

Television Critics Association Awards
- 2005 jelölés Lost, egyéni teljesítmény egy drámában